# Gubernia kurlandzka

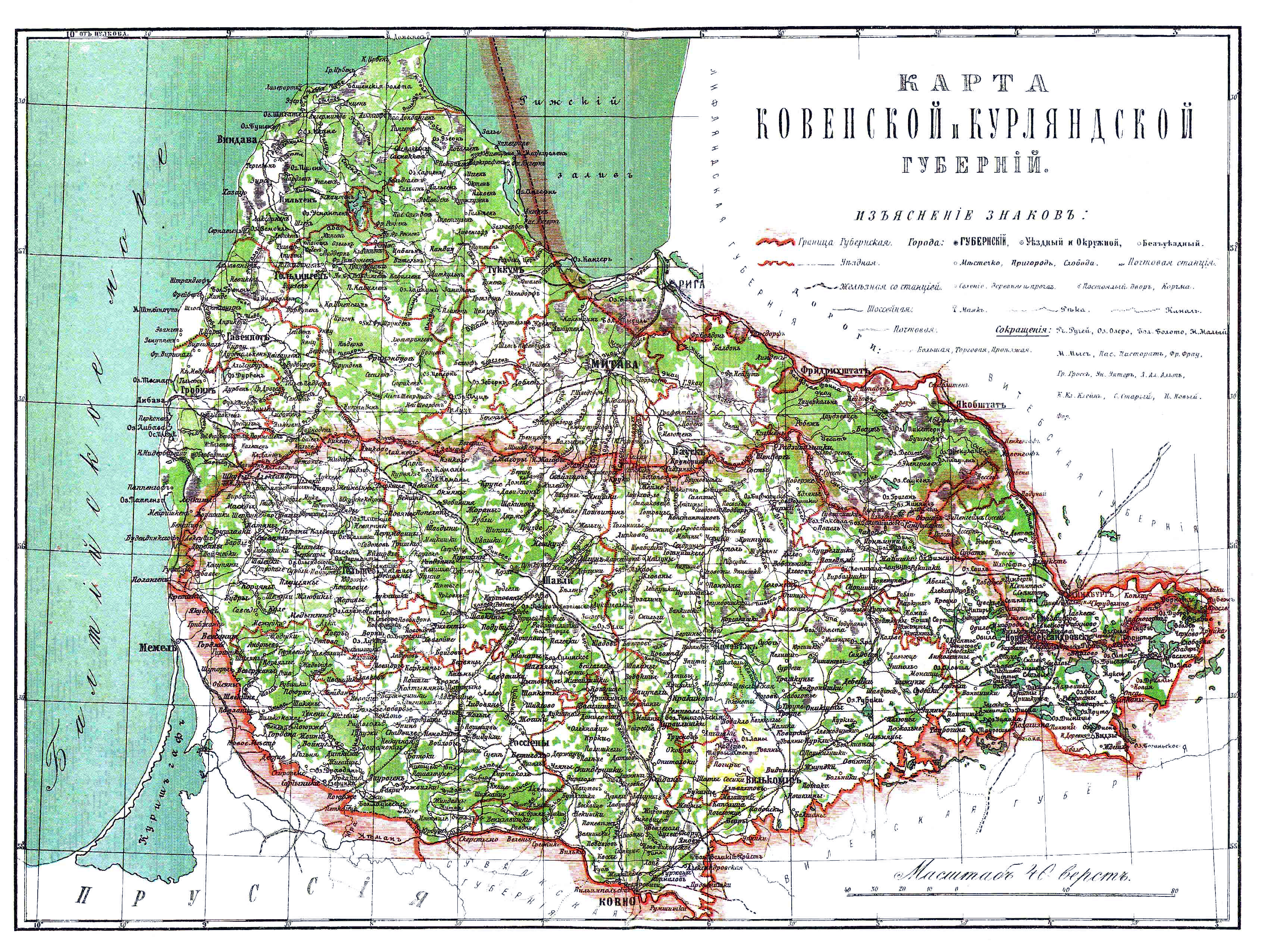
Mapa guberni kurlandzkiej i kowieńskiej

Gubernia kurlandzka (ros. Курляндская губерния; niem. Gouvernement Kurland; łot. Kurzemes guberņa; lit. Kuršo lub Kurliandijos gubernija) – gubernia rosyjska odpowiadająca historycznej Kurlandii, obejmująca dzisiejsze obszary zachodniej i południowej Łotwy oraz wybrzeże litewskiej Żmudzi. Jej stolicą była Mitawa.

## Historia
Obszar ten został wydzielony w 1795 z terenu Księstwa Kurlandii i Semigalii po III rozbiorze. Przestała istnieć po I wojnie światowej po tym, jak Niemcy zajęły region w 1915.
Do końcowych lat XIX wieku, mimo nastania oficjalnego panowania rosyjskiego, gubernia nie była rządzona przez Rosję, ale przez bałtyckich Niemców reprezentowanych w Radzie Regionalnej (tzw. Landtag).

## Podział administracyjny
Od 1819 dzieliła się na 10 powiatów (ujezdów): bauski, dobleński, frydrychsztacki, goldyński, grobiński, hazenpocki, iłłuksztański, talseński, tukumski, windawski.

## Wzmianka z 1883
Kurlandya. 1. Położenie, rozległość, kształt powierzchni. Kurlandya (po niemiecku Kurland. po łotewsku Kurzemie) od ostatniego rozbioru Polski z cesarstwem rosyjskiem połączona a dawniej lenne księstwo Rzeczypospolitej tworząca, stanowi jednę z trzech nadbałtyckich gubernij cesarstwa i leży między 38° 35' a 45° 4' wsch. dłg. geogr. (podług południka Ferro) i między 55° 40' a. 57° 40' (...)

## Demografia
W 1897 gubernia była zamieszkana przez 674 034 osób.

### Ludność w ujezdach według deklarowanego języka ojczystego 1897[3]
| Ujezd            | Łotysze | Niemcy | Żydzi | Rosjanie | Polacy | Litwini (i Żmudzini) | Białorusini |
| ---------------- | ------- | ------ | ----- | -------- | ------ | -------------------- | ----------- |
| Gubernia ogółem  | 75,1%   | 7,6%   | 5,6%  | 3,8%     | 2,9%   | 2,7%                 | 1,8%        |
| Bauski           | 87,4%   | 6,0%   | 4,3%  | 0,5%     | 0,2%   | 1,1%                 | ...         |
| Windawski        | 85,2%   | 7,9%   | 2,9%  | 0,6%     | 0,1%   | 2,8%                 | ...         |
| Hazenpocki       | 90,4%   | 5,4%   | 2,5%  | 0,4%     | 0,2%   | 1,0%                 | ...         |
| Goldyngeński     | 86,6%   | 8,5%   | 4,0%  | 0,2%     | ...    | 0,3%                 | ...         |
| Grobinski        | 58,5%   | 15,3%  | 6,5%  | 6,9%     | 5,8%   | 5,5%                 | 0,3%        |
| Mitawski         | 76,8%   | 11,0%  | 4,0%  | 4,8%     | 0,9%   | 1,2%                 | 0,4%        |
| Iłłuksztański    | 28,5%   | 1,6%   | 9,6%  | 15,2%    | 17,1%  | 10,5%                | 17,3%       |
| Talseński        | 88,8%   | 4,2%   | 6,3%  | 0,3%     | 0,3%   | ...                  | ...         |
| Tukumski         | 89,0%   | 4,3%   | 5,3%  | 0,4%     | 0,2%   | 0,5%                 | ...         |
| Frydrychsztadzki | 83,0%   | 2,8%   | 9,3%  | 2,6%     | 0,8%   | 1,2%                 | ...         |